# Joílson Júnior
Joílson de Brito Ramos Júnior (ur. 19 kwietnia 1998) – brazylijski zapaśnik walczący w stylu klasycznym. Zajął siódme miejsce na mistrzostwach świata w 2018 roku. 
Srebrny medalista igrzysk panamerykańskich w 2023 i ósmy w 2019. Zdobył siedem medali mistrzostw panamerykańskich w latach 2017-2024. Mistrz igrzysk Ameryki Południowej w 2018 i drugi w 2022. Złoty medalista mistrzostw Ameryki Południowej w 2017. Piąty na igrzyskach wojskowych w 2019 roku.